# Тихушники
«Тихушники» (др. название «Ограбление заказывали?», англ. Sneakers) — американский художественный фильм 1992 года, детектив, снятый режиссёром Филом Олденом Робинсоном.
Главные роли в этом фильме исполнили Роберт Редфорд, Бен Кингсли, Сидни Пуатье, Ривер Феникс, Дэвид Стрэтэйрн и Дэн Эйкройд. Премьера фильма состоялась 9 сентября 1992 года в США.

## Сюжет
- Тэглайн: «Мы могли бы сказать вам, что это такое. Но тогда, конечно же, мы должны были бы убить вас».

Мартин Бишоп возглавляет группу экспертов, занимающихся испытанием систем безопасности. В прошлом Мартин был одним из первых хакеров, что создало ему проблемы с правоохранительными органами и стало причиной смены имени и места жительства. Сейчас же его команда вынуждена работать на правительство и похитить какой-то чёрный ящик. В дальнейшем оказывается, что они работали вовсе не на правительство и оказались впутанными в опасную игру. Всё дело в том, что истинным заказчиком новой работы является бывший одноклассник Мартина (Космо), отсидевший в тюрьме за их общие похождения. А секрет чёрного ящика в том, что он даёт возможность вскрыть любую систему шифрования в пределах США. Когда Мартин и его друзья понимают, что они украли, и кто теперь держит в руках дешифратор, остаётся лишь один выход из создавшегося положения. А именно — украсть аппарат вновь. Но Космо не просто бывший зэк. Теперь он глава корпорации, специализирующейся на системах безопасности и не брезгующий самыми грязными методами для достижения успеха. Штаб-квартира его компании защищена разнообразными охранными системами и многочисленной охраной. Лишь многоходовая и тщательно продуманная операция может позволить пробраться внутрь и вернуть дешифратор. Ситуацию осложняет то, что Космо подставил Мартина, и на хвосте у последнего оказывается не только полиция, но и Агентство национальной безопасности.

## В ролях
- Роберт Редфорд — Мартин Бишоп/ Мартин Брайс
- Бен Кингсли — Космо
- Сидни Пуатье — Дональд Криз
- Дэвид Стрэтэйрн — Эрвин Эмори «Whistler»
- Дэн Эйкройд — Дэррил Роскоу «Мама»
- Ривер Феникс — Карл Арбогаст
- Мэри МакДоннелл — Лиз

## Съёмочная группа
- Авторы сценария: Фил Олден Робинсон, Лоуренс Ласкер и Уолтер Паркс
- Режиссёр: Фил Олден Робинсон
- Продюсеры: Лоуренс Ласкер и Уолтер Паркс
- Оператор: Джон Лайндли
- Композитор: Джеймс Хорнер
- Художник: Патриция фон Бранденштейн
- Костюмы: Берни Поллак
- Монтаж: Том Ролф